# Gänsberg 2 (Babenhausen)
Das Wohnhaus Gänsberg 2 in Babenhausen, einer Gemeinde im Landkreis Unterallgäu in Bayern, wurde wohl in der Mitte des 16. Jahrhunderts errichtet. Das Fachwerkhaus ist ein geschütztes Baudenkmal.  Es diente 1805/06 dem 1902 heiliggesprochenen Klemens Maria Hofbauer als Wohnhaus.

## Beschreibung
Der zweigeschossige Fachwerkbau mit Satteldach besitzt ein vorkragendes Obergeschoss unter dessen Fenstern sich geschweifte Andreaskreuze befinden. Beiderseits des westlichen Fensters sind angeblattete Streben angebracht. 
Die südliche Giebelseite ist unverputzt, die Schwelle und die Ständer des Fachwerkes sind aus Eichenholz, die übrigen Teile aus Nadelholz. Beiderseits vom Eingang im Erdgeschoss befinden sich kräftige Ständer mit derb profiliertem Oberteil. Der Giebel ist zweifach vorkragend und mit unverputztem Ziegelstein im Fischgrätmuster ausgefacht. Des Weiteren befinden sich auch dort geschweifte Andreaskreuze und Schrägstreben.